# Karl Brunnemann
Karl Otto Martin Brunnemann (* 17. Oktober 1823 in Berlin; † 26. September 1896 in Dürkheim) war ein deutscher Lehrer und Historiker.

## Leben
Brunnemann wurde als Sohn eines Pfarrers geboren. Er besuchte das Joachimsthaler Gymnasium und studierte von 1842 bis 1846 Philologie und Geschichte an der Berliner Universität. Er promovierte dort 1846 mit der Dissertation Commentatio De Auctoribus Scholiorum Vaticanorum Ad Euripidis Troades zum Dr. phil. 1847 wurde Brunnemann Gymnasiallehrer in Stettin. Als Teilnehmer der Märzrevolution 1848, er vertrat radikaldemokratische Positionen, flüchtete er 1849 in die Schweiz.
Dort war er zunächst Lehrer in einer Berner Schule und später in Genf. Von 1850 bis 1855 leitete Brunnemann die neue Kantonsschule in Murten und war Professor an der Kantonsschule in Frauenfeld. 1862 konnte er nach einer Amnestie nach Preußen zurückkehren, wo er 1869 zum Direktor des Realgymnasiums in Elbing ernannt wurde. Er blieb seinen demokratischen Ansichten treu und war ein entschiedener Gegner Otto von Bismarcks, den er auch in seinen Publikationen scharf und polemisch angriff.
Noch während seines Aufenthalts in der Schweiz veröffentlichte er zwei historische Arbeiten über den Thurgau sowie eine Arbeit über die Aufständischen Jean Daniel Abraham Davel, Samuel Henzi und Pierre-Nicolas Chenaux. In seinen Wanderungen eines deutschen Schulmeisters von 1874 widmete er zahlreiche Seiten der Schweiz. Er veröffentlichte einige Werke für den Unterricht in Französischer Sprache an deutschen Schulen, darunter auch ein Wörterbuch. 1866 erschien seine literarisch-historische Studie über Geschichte der nordamerikanischen Literatur und 1876 die Kultur- und literarhistorischen Skizzen. Sein schriftstellerisches Interesse galt vor allem der Französischen Revolution und Personen aus dieser Zeit. Seine Biografie über Maximilien de Robespierre, erstmals erschienen 1880, erlebte zahlreiche Auflagen und wurde in mehrere Sprachen übersetzt.
Karl Brunnemann starb am 26. September 1896, im Alter von 72 Jahren, in Dürkheim.

## Veröffentlichungen (Auswahl)
- Commentatio De Auctoribus Scholiorum Vaticanorum Ad Euripidis Troades. Dissertation, Berlin 1846. (Digitalisat.)
- Drei Schweizer Freiheits-Märtyrer des vorigen Jahrhunderts. Frauenfeld 1861. (Digitalisat.)
- Michel Servetus. Eine actenmässige Darstellung des 1553 in Genf gegen ihn geführten Criminal-Processes. Berlin 1865. (Digitalisat.)
- Geschichte der nordamericanischen Literatur. Eine literar-historische Studie. Leipzig 1866. (Digitalisat.)
- Wanderungen eines deutschen Schulmeisters. Pädagogisches und Politisches aus den Jahren 1847 bis 1862. Berlin 1874. (Digitalisat.)
- Kleines französisch-deutsches Wörterbuch. Berlin 1875.
- Skizzen und Studien zur französischen Revolutions-Geschichte. Braunschweig 1876. (Digitalisat.)
- Kultur- und literarhistorische Skizzen. Elbing 1878.
- Maximilian Robespierre. Ein Lebensbild nach zum Theil noch unbenutzten Quellen. Leipzig 1880. (Digitalisat)